# Gernaey
De familienaam Gernaey komt voornamelijk voor in Vlaanderen en kan afgeleid zijn van twee betekenissen:
- als patroniem van de Romaanse vorm van de Germaanse voornaam Werner met de betekenis "leger beschermer".
- afkomstig van de plaatsnaam Le Gerny in Jemelle (Namen).

## Bekende naamdragers
- Pol Gernaey, Belgisch voetballer
- Tine Gernaey, Belgisch muzikante bij de Arquettes
- Tom Gernaey, Belgisch ex-presentator bij Studio Brussel en Ketnet